# Paracaeciliidae
Paracaeciliidae es una familia de piojos de la corteza del orden Psocodea. Existen 5 géneros y más de 100 especies decriptas en  Paracaeciliidae.

## Géneros
Estos cinco géneros pertenecen a la familia Paracaeciliidae:
- Chilenocaecilius Mockford, 2000
- Enderleinella Badonnel, 1932
- Mockfordiella Badonnel, 1977
- Paracaecilius Badonnel, 1931
- Xanthocaecilius Mockford, 1989